# Dominique de Rivarola
Pour les articles homonymes, voir Rivarola.
Dominique Charles Ignace Nicolas de Rivarola est un homme politique français né le 1er octobre 1771 à Livourne (Italie) et mort le 20 décembre 1844 à Bastia (Haute-Corse).

## Biographie
Lieutenant de vaisseau dans la marine royale au moment de la Révolution, il émigre et ne rentre en France que sous le Premier Empire. Conservateur des eaux et forêts de Corse, il est député de la Corse de 1824 à 1830, siégeant avec la majorité soutenant les gouvernements de Restauration.

## Sources
- « Dominique de Rivarola », dans Adolphe Robert et Gaston Cougny, Dictionnaire des parlementaires français, Edgar Bourloton, 1889-1891 [détail de l’édition]